# Uhrocie Kasprowe

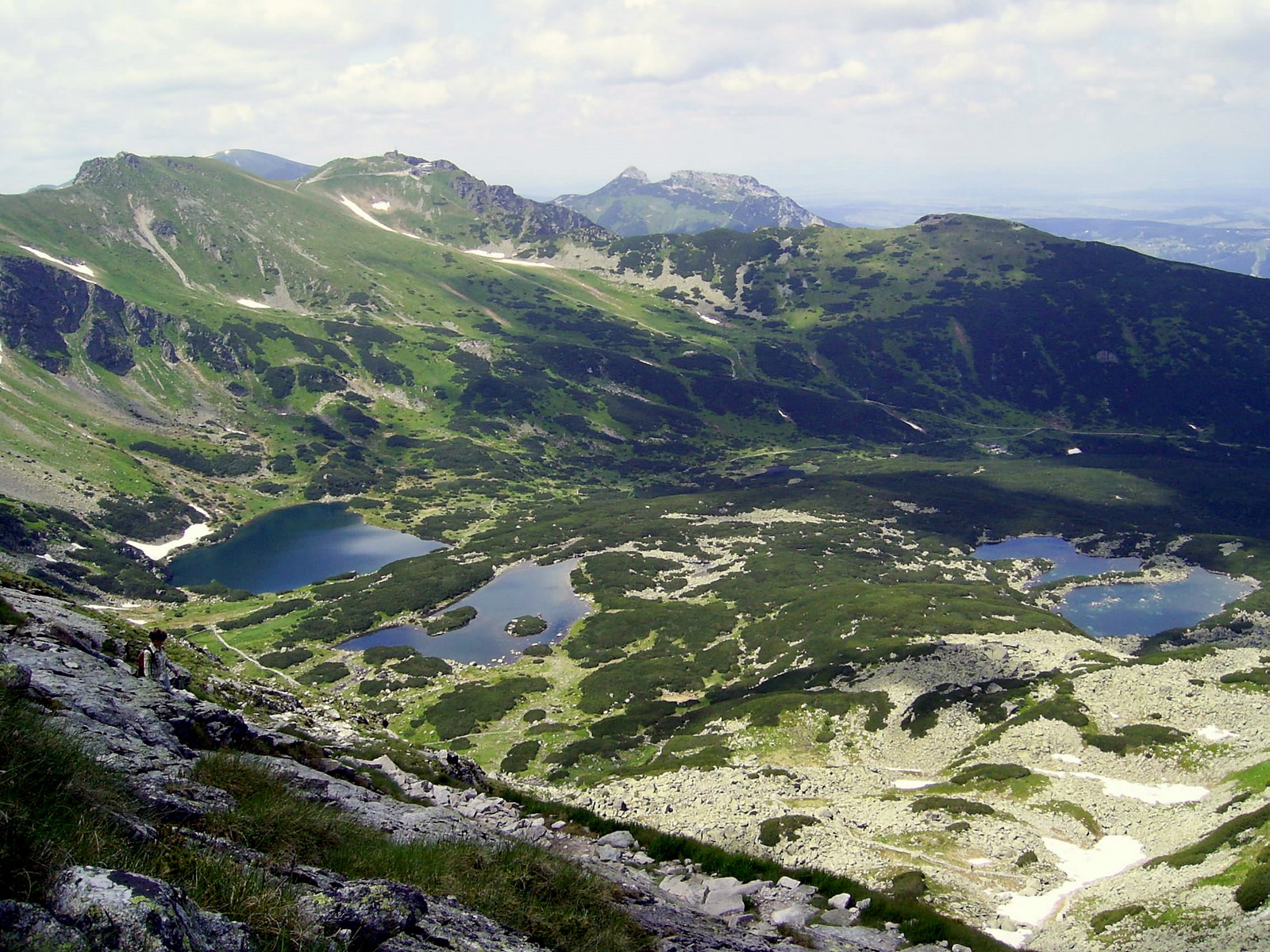
Blick vom Gipfel Kościelec

Die Uhrocie Kasprowe ist ein Berg in der polnischen Westtatra mit 1852 Metern Höhe auf dem Nordgrat des Kasprowy Wierch.

## Lage und Umgebung
Die Staatsgrenze verläuft über den Hauptgrat der Tatra. Die Uhrocie Kasprowe befindet sich nördlich des Hauptkamms. Unterhalb des Gipfels liegen zwei Täler, das Tal Dolina Gąsienicowa im Osten und das Tal Dolina Bystrej im Westen.

## Tourismus
Die Uhrocie Kasprowe ist bei Wanderern beliebt. Sie liegt auf dem Weg von der oberen Seilbahnstation auf dem Kasprowy Wierch nach Zakopane.

### Routen zum Gipfel
Der Wanderweg verläuft östlich des Gipfelbereichs.
- ▬-▬-▬   Ein gelb, später blau und später wieder gelb markierter Wanderweg führt vom Kasprowy Wierch über das Tal Dolina Gąsienicowa zur Berghütte Murowaniec-Hütte auf der Alm Hala Gąsienicowa und weiter hinab in den Zakopaner Stadtteil Kuźnice.

Als Ausgangspunkt für eine Besteigung der Hänge aus den Tälern eignen sich die Murowaniec-Hütte und die Kondratowa-Hütte sowie das Kalatówki-Berghotel.

## Belege
- Zofia Radwańska-Paryska, Witold Henryk Paryski: Wielka encyklopedia tatrzańska. Poronin, Wyd. Górskie, 2004, ISBN 83-7104-009-1.
- Tatry Wysokie słowackie i polskie. Mapa turystyczna 1:25.000, Warszawa, 2005/06, Polkart, ISBN 83-87873-26-8.

## Panorama

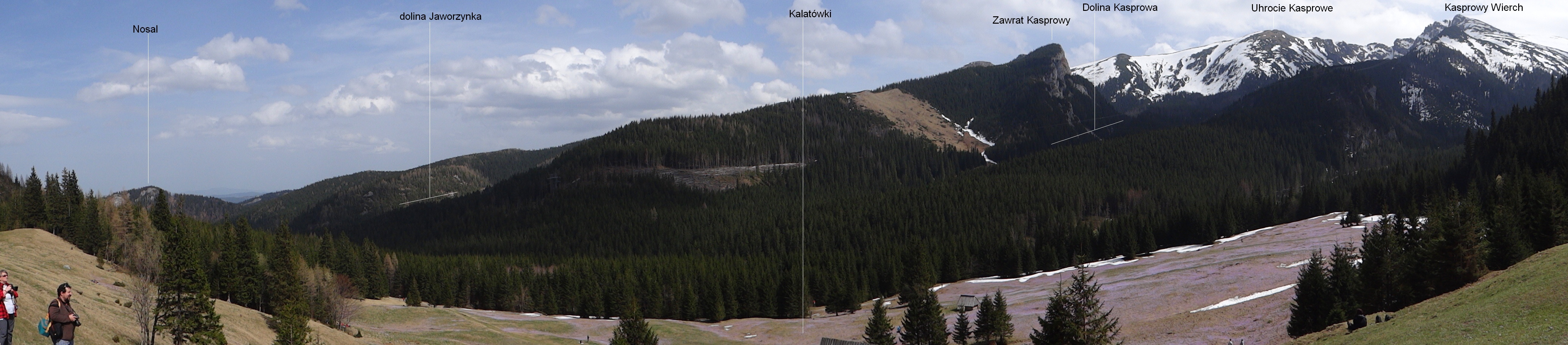
Blick vom Kalatówki-Berghotel, rechts im Bild